# داگلاس سوزا
داگلاس سوازا (انگلیسی: Douglas Souza؛ زادهٔ ۲۰ اوت ۱۹۹۵) بازیکن والیبال اهل برزیل است. او بامصدومیت
موریلیو اندرس موفق شد در لیست تیم برزیل برای المپیک قرار بگیرد و با تیم برزیل مدال طلای
مسابقات والیبال المپیک ۲۰۱۶ ریو را بدست آورد.
از باشگاه‌هایی که در آن بازی کرده‌است می‌توان به باشگاه والیبال سسی سائو پائولو اشاره کرد.

## زندگی شخصی
او به صورت آشکارا همجنسگرا می‌باشد.

## دستاوردهای ورزشی

### باشگاهی
- 2018/2019  سوپر لیگ والیبال مردان برزیل، با فونویک تاباته

### مسابقات قهرمانی باشگاه‌های آمریکای جنوبی
- 2020 – با فونویک تاباته

### تیم ملی
- 2013  مسابقات قهرمانی جهان U21 والیبال FIVB 2013 مردان
- 2014  لیگ جهانی والیبال ۲۰۱۴
- 2015  بازی‌های پان آمریکن ۲۰۱۵
- 2016  لیگ جهانی والیبال ۲۰۱۶
- 2016  والیبال در بازی‌های المپیک تابستانی ۲۰۱۶ – مسابقات مردان
- 2017  مسابقات والیبال قهرمانی مردان آمریکای جنوبی ۲۰۱۷
- 2017  جام بزرگ والیبال قهرمانان جهان ۲۰۱۷
- 2018  والیبال قهرمانی مردان جهان ۲۰۱۸
- 2019  مسابقات قهرمانی والیبال مردان آمریکای جنوبی ۲۰۱۹
- 2019  جام جهانی والیبال مردان ۲۰۱۹

### شخصی
- ۲۰۱۲ مسابقات والیبال قهرمانی جوانان آمریکای جنوبی در سال ۲۰۱۲ – بهترین سرور
- ۲۰۱۴ مسابقات قهرمانی والیبال نوجوانان آمریکای جنوبی ۲۰۱۴ مردان – ارزشمندترین بازیکن
- ۲۰۱۴ مسابقات قهرمانی والیبال U23 مردان۲۰۱۴ – ارزشمندترین بازیکن
- ۲۰۱۵ والیبال در بازی‌های پان آمریکن ۲۰۱۵ - مسابقات مردان – بهترین اسپایکر خارج از خانه
- ۲۰۱۸ ۲۰۱۸ والیبال قهرمانی مردان جهان ۲۰۱۸ – بهترین اسپایکر خارج از خانه